# Douzhi

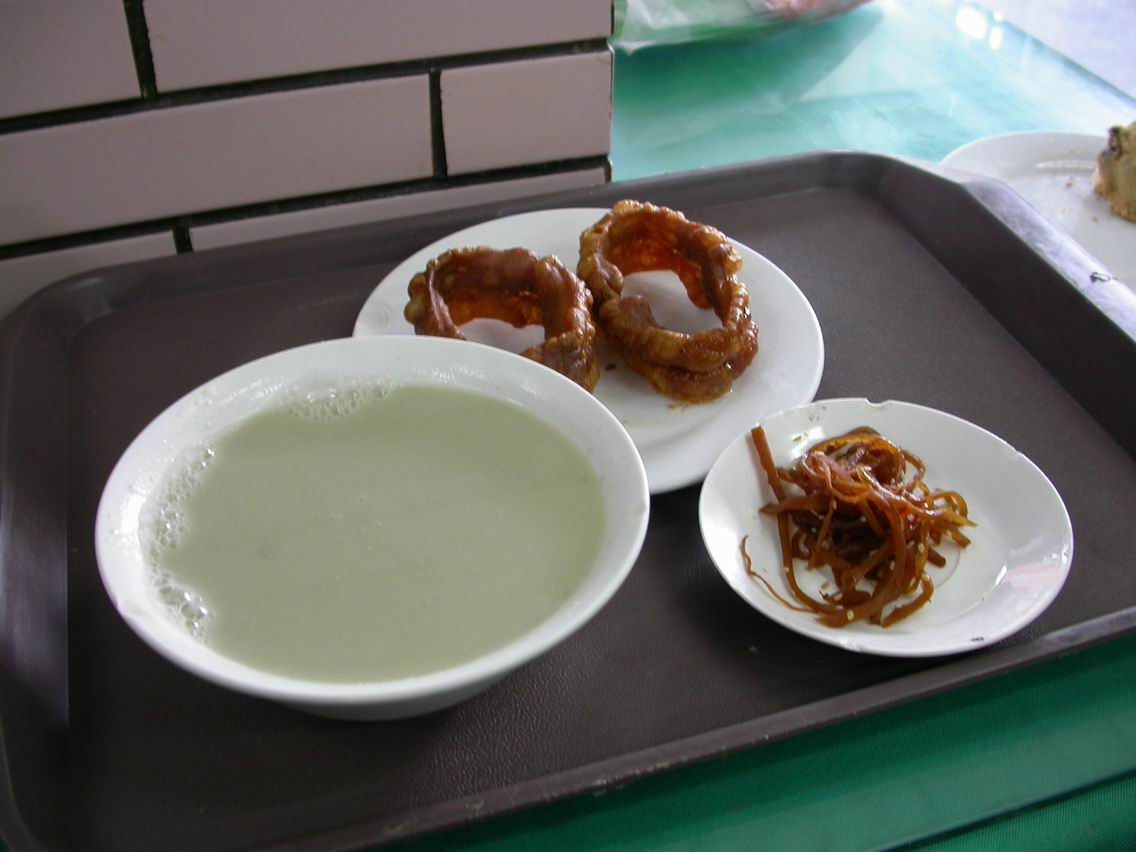
Tazón de douzhi con alimentos de desayuno.

El douzhi (豆汁; pinyin: dòuzhī) o leche de frijol chino es un plato de la cocina pekinesa. Es parecido a la leche de soja, pero hecho con frijol chino. Es un subproducto de la producción de fideos celofán. Suele ser ligeramente agrio, con aroma parecido al del huevo.